# Jeanne d'Arc (prénom)
Pour les articles homonymes, voir Jeanne d'Arc (homonymie).
Jeanne d'Arc (variante orthographique : Jeanne-d'Arc) est un prénom féminin français qui est apparu au début du XXe siècle dans certaines régions francophones à la suite de la béatification (1909), puis de la canonisation (1920) de Jeanne d'Arc.

## Popularité et occurrences

### Canada
L'un des rares prénoms dont on peut expliquer la naissance, selon le démographe Louis Duchesne, Jeanne d'Arc fait son apparition chez la population canadienne-française en 1909, année de la béatification de l'héroïne française du même nom. Sa popularité s'accroît au cours de la Première Guerre mondiale, si bien qu'en 1918, une fille sur cent est ainsi prénommée au Québec. La canonisation de Jeanne d'Arc, en 1920, pousse la ferveur à ses sommets : une nouvelle-née québécoise sur trente-deux reçoit alors ce prénom. Au cours des années 1920 et 1921, Jeanne d'Arc atteint le second rang des prénoms féminins les plus populaires, derrière Rita. Se maintenant au-dessus du seuil du 1 % des prénoms choisis durant une dizaine d'années, il perd ensuite rapidement du terrain, pour disparaître avec la fin de la décennie 1950.
En Acadie, le prénom a été plus rare qu'au Québec.
La plus célèbre des porteuses de ce prénom au Québec est la chanteuse Jeanne-d'Arc Charlebois (1920-2001). Trouvant difficile de faire carrière en France en 1955 en faisant usage du prénom de la Pucelle qui y était peu usité, elle adopte le nom d'artiste de Jeanne Darbois, version raccourcie de son nom véritable,, expliquant : « Autrement les articles commençaient immanquablement par "Jeanne d'Arc brûle les planches". ».
Parmi les autres porteuses canadiennes-françaises, on peut citer la spécialiste de la littérature Jeanne d'Arc Lortie (1915-2012), d'origine franco-ontarienne; les Québécoises Jeanne d'Arc Jutras (1927-1992), journaliste, romancière et militante, ainsi que Jeanne-d'Arc Bouchard (née en 1929), religieuse et infirmière; ou encore l'Acadienne Jeanne d'Arc Gaudet (née en 1947), spécialiste des sciences de l'éducation.

### Rwanda
Le prénom Jeanne d'Arc est usité au Rwanda parmi les jeunes générations. 
Parmi les porteuses notables, on compte les femmes politiques Jeanne d'Arc Mujawamariya, Jeanne d'Arc Mukakalisa (toutes deux nées en 1970) et Jeanne d'Arc Debonheur (née en 1978), la chanteuse Knowless (née Jeanne d’Arc Ingabire Butera en 1990,) ainsi que la cycliste Jeanne d'Arc Girubuntu (née en 1995).

Quelques porteuses du prénom au Rwanda
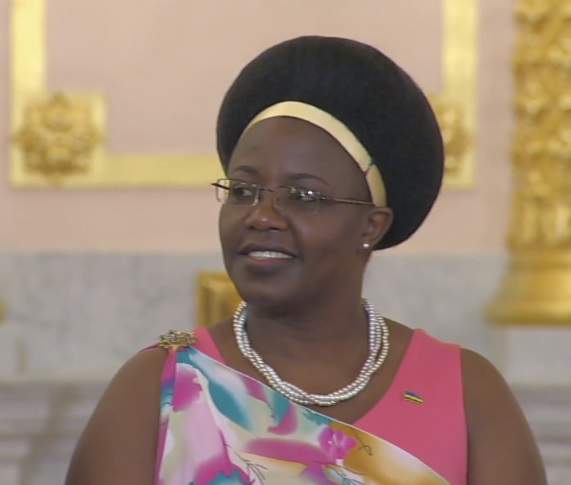
Jeanne d'Arc Mujawamariya en 2014.
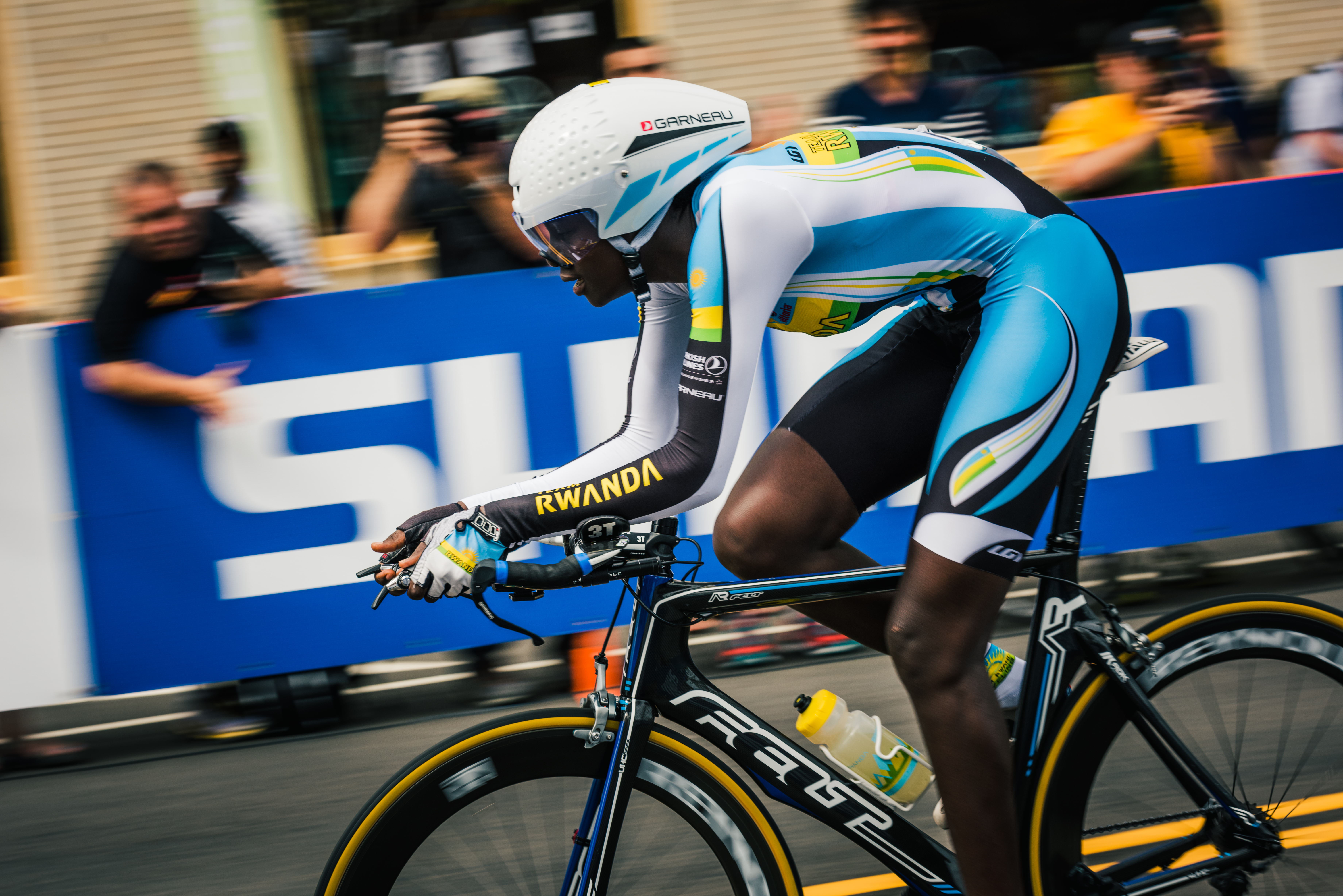
Jeanne d'Arc Girubuntu en compétition lors des Championnats du monde de cyclisme sur route 2015.
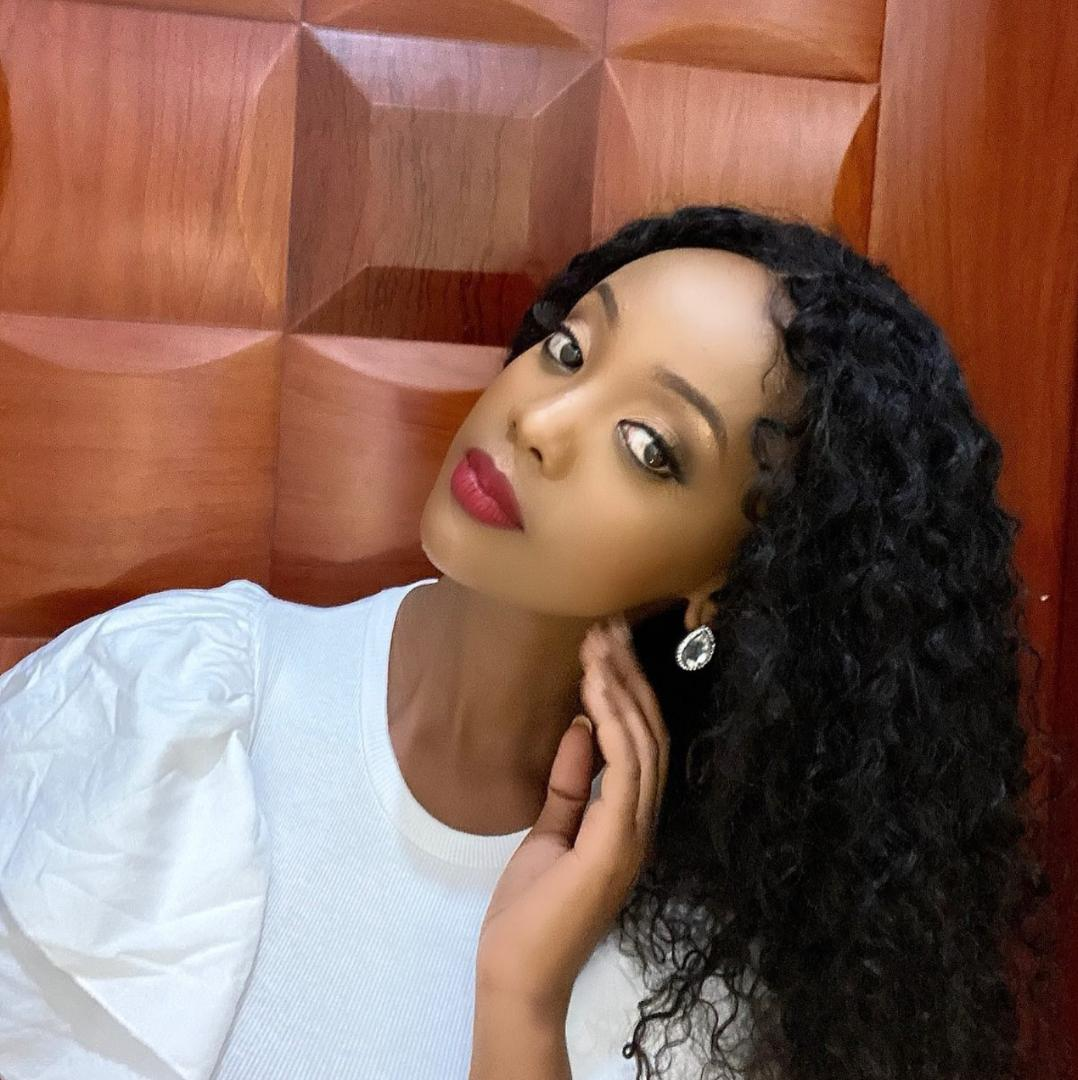
La chanteuse Knowless en 2021

### Liban
Le prénom est usité au Liban, principalement au sein de la communauté maronite,.
Les porteuses les plus connues sont la comédienne Jeanne d'Arc Zarazir (1932-2017), dite Jaco,, et la présentatrice télé et journaliste Jeanne d'Arc Abou Zeid.

### Europe
En France, le prénom est très rare,.

## Dans la fiction
La romancière américaine d'origine canadienne-française Grace Metalious (1924-1964), née Marie Grace DeRepentigny, prétendra plus tard avoir reçu à la naissance le nom de « Marie Grace Antoinette Jeanne d'Arc de Repentigny », joignant ainsi à son état-civil fictif les prénoms d'une reine de France et d'une héroïque guerrière.
Dans la télésérie Le Temps d'une paix, la fille de Raoul et de Juliette, petite fille de Rose-Anna, se prénomme Jeanne-d'Arc.